# Sicherheitstemperaturwächter
Ein Sicherheitstemperaturwächter (STW) ist ein Thermostat, der die Wärmezufuhr unterbricht, wenn eine vorher eingestellte, höchstens zulässige Temperatur erreicht wird (Temperaturgrenzwert). Die Unterbrechung der Wärmezufuhr kann durch Schließen eines Ventils oder durch Unterbrechung der Stromzufuhr der Pumpe im entsprechenden hydraulischen Kreis erfolgen. Nach Unterschreiten einer Hysterese zum Temperaturgrenzwert gibt der STW die Wärmezufuhr wieder frei, im Gegensatz zu einem Sicherheitstemperaturbegrenzer (STB), der dazu manuell entriegelt werden muss.
Die Einstellmöglichkeit des Temperaturgrenzwerts eines STW ist vor unbeabsichtigtem Verstellen geschützt, z. B. durch eine mit Schraube gesicherte Abdeckung. Der STW unterscheidet sich von einem normalen Thermostat auch dadurch, dass er nur dann wirksam wird, wenn der eigentliche Temperaturregler des wärmetechnischen Systems ausfällt. Der höchste Schaltpunkt des Temperaturreglers muss einen bestimmten Abstand zum Schaltpunkt des Sicherheitstemperaturwächters haben.
Sinnvoll ist eine STW-Schaltung u. a. im Kollektorkreis von solarthermischen Anlagen. Hier müssen Bauteile wie Pumpen und Ventile vor Überhitzung (ca. 120 °C) geschützt werden. Im Gegensatz zu einem Sicherheitstemperaturbegrenzer (STB) gibt der STW den Solarkreis wieder frei, damit möglichst wenig Solarwärme ungenutzt bleibt und der Kollektor bis zum Erkennen und Beseitigen des Problems nicht unnötig häufig in Stagnationsbetrieb geht.